# TOP 09
TOP 09 (nombre derivado de Tradice Odpovědnost Prosperita, que significa "Tradición Responsabilidad Prosperidad") es un partido político liberal-conservador en la República Checa, liderado por el ex Demócrata Cívico Ministro de Justicia Jiří Pospíšil. TOP 09 posee 7 escaños en la Cámara de Diputados y 2 eurodiputados.

## Historia
El partido fue fundado el 11 de junio de 2009 por Miroslav Kalousek quien dejó la Unión Cristiana y Demócrata-Partido Popular Checoslovaco. Karel Schwarzenberg, quien previamente se había desempeñado como Ministro de Relaciones Exteriores en el segundo gabinete de Mirek Topolánek desde enero de 2007 hasta mayo de 2009, habiendo sido nominado por el Partido Verde para el puesto, y quién había sido elegido para el Senado en 2004 como nominado de la Unión de la Libertad - Unión Democrática (US-DEU) y la Alianza Cívica Democrática (ODA), se convirtió en el primer líder del partido.

Logo utilizado en 2009-2017.

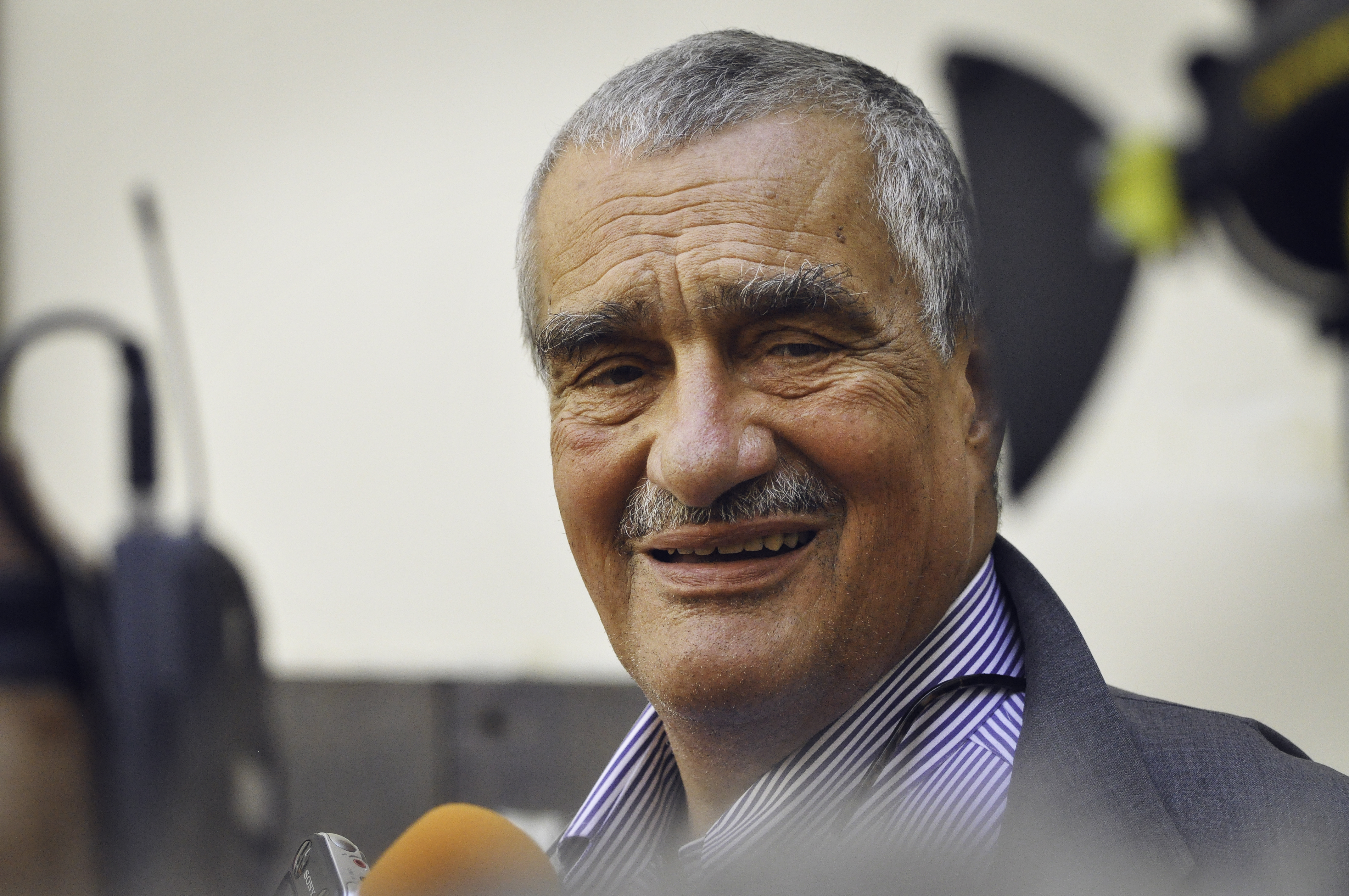
Karel Schwarzenberg, Presidente Honorario y exlíder de TOP 09

En las elecciones parlamentarias de 2010 del 28 y 29 de mayo de 2010, TOP 09 recibió el 16.7% de los votos y 41 escaños, convirtiéndose en el tercer partido más grande. El partido se unió a la nueva coalición de gobierno, el gabinete de Petr Nečas, con el Partido Democrático Cívico (ODS) y Asuntos Públicos (VV).
En septiembre de 2010 TOP 09 se aplicó para unirse al Partido Popular Europeo. Karel Schwarzenberg ya participó oficialmente en dos cumbres del PPE (15 de septiembre y 16 de diciembre de 2010) El 10 de febrero de 2011 TOP 09 ha recibido permiso oficial para unirse al PPE.
En las elecciones legislativas de 2013 del 25 y 26 de octubre de 2013, TOP 09 ganó el 12% de los votos y 26 escaños. El partido entró en oposición al gabinete de Bohuslav Sobotka.
En las elecciones europeas de 2014 los días 24 y 25 de mayo de 2014, TOP 09 alcanzó el segundo lugar a nivel nacional con el 15,95% de los votos, eligiendo 4 eurodiputados.
En marzo de 2016, Karel Tureček dejó el partido y se unió a ANO 2011 dejando a TOP 09 con 25 diputados. En mayo de 2016, Pavol Lukša, uno de los fundadores de TOP 09, dejó el partido y estableció el nuevo partido Buena Elección.
TOP 09 fue fuertemente derrotado en las elecciones regionales de 2016. El partido solo obtuvo 19 escaños y el 3.4% de los votos. Miroslav Kalousek luego consideró la renuncia, pero decidió quedarse.
En enero de 2017, TOP 09 presentó su nuevo programa llamado Vision 2030. TOP 09 quiere adoptar el euro, implementar la votación electrónica y aumentar el estándar de salud al nivel de Alemania. TOP 09 también quiere acortar el tiempo de trabajo de la semana a 4 días. Miroslav Kalousek dijo que cree que TOP 09 obtendrá más del 10% en las próximas elecciones legislativas, aunque las últimas encuestas de opinión indicaron que TOP 09 podría no alcanzar el umbral del 5%.
Antes de las elecciones parlamentarias de 2017, TOP 09 recibió el respaldo de la Corona Checa, el Partido Conservador, el Club de los miembros no comprometidos con los partidos políticos y el Partido Liberal-Ambiental. El partido eventualmente recibió solo el 5% de los votos marginado a 7 escaños. Jiří Pospíšil se convirtió en el nuevo líder después de las elecciones.

## Ideología
TOP 09 se destaca por su apoyo al Conservadurismo fiscal y es considerado pro-Unión Europea, siendo favorable a la Integración europea. El 12 de julio de 2017, TOP 09 y el Partido Liberal-Ambiental acordaron participar juntos en la elección del 2017.

## Resultados de las elecciones
A continuación, se muestran cuadros de los resultados que TOP 09 ha asegurado en la Cámara de Diputados, en el Senado, en el Parlamento europeo y en las Asambleas regionales en cada elección.

### Cámara de Diputados
|  | 16,7 % |

|  | 12,0 % |

|  | 5,31 % |

### Senado
| Elección | Primera vuelta | Primera vuelta | Primera vuelta | Segunda vuelta | Segunda vuelta | Segunda vuelta | Escaños | Notas                                                                                                   |
| Elección | Votos          | %              | Puesto         | Votos          | %              | Puesto         | Escaños | Notas                                                                                                   |
| -------- | -------------- | -------------- | -------------- | -------------- | -------------- | -------------- | ------- | --- |
| 2010     | 165.277        | 14,40          | 3.º            | 51.310         | 7,54           | 3.º            | 2/27    | |
| 2011     | 2.053          | 7,51           | 4.º            |                |                |                | 0/1     | Elección parcial en el distrito de Kladno.                                                              |
| 2012     | 57.907         | 6,59           | 5.º            | 9.918          | 1,93           | 5.º            | 2/27    | |
| 2014     | 92.137         | 8,98           | 5.º            | 30.476         | 6,43           | 6.º            | 0/27    | |
| 2014     | 2.055          | 15,55          | 3.º            |                |                |                | 0/1     | Elección parcial en el distrito de Praga 10.                                                            |
| 2016     | 70.653         | 8,02           | 6.º            | 30.820         | 7,27           | 5.º            | 2/27    | |
| 2018     | 7.615          | 33,51          | 1.º            | 30.331         | 67,11          | 1.º            | 1/1     | Elección parcial en el distrito de Trutnov. Jan Sobotka era un candidato de STAN con el apoyo de TOP 09 |

### Presidencial
| Elección | Candidato | Candidato           | Resultado de la primera vuelta | Resultado de la primera vuelta | Resultado de la primera vuelta | Resultado de la segunda vuelta | Resultado de la segunda vuelta | Resultado de la segunda vuelta |
| Elección | Candidato | Candidato           | Votos                          | %                              | Resultado                      | Votos                          | %                              | Resultado                      |
| -------- | --------- | ------------------- | ------------------------------ | ------------------------------ | ------------------------------ | ------------------------------ | ------------------------------ | ------------------------------ |
| 2013     |           | Karel Schwarzenberg | 1.204.195                      | 23,40                          | Pasó a la · segunda vuelta     | 2.241.171                      | 45,20                          | Perdedor                       |

### Parlamento europeo
| Año    | Votos            | %                | Escaños | Puesto |
| ------ | ---------------- | ---------------- | ------- | ------ |
| 2014   | 241.747          | 16,0             | 4/22    | 2.º    |
| 2019   | 276.220          | 11.6             | 2/22    | 4.º    |
| 2024 a | Dentro de Spolu. | Dentro de Spolu. | 2/22    | 2.º    |

### Elecciones locales
| Año  | Votos     | %   | Escaños     |
| ---- | --------- | --- | ----------- |
| 2010 | 8.537.461 | 9,5 | 1509/62 178 |
| 2014 | 8.324.195 | 8,4 | 726/62 300  |

### Elecciones regionales
| Año  | Votos   | %   | Escaños | +/-           | Puesto |
| ---- | ------- | --- | ------- | ------------- | ------ |
| 2012 | 175.089 | 6,6 | 44/675  |               | 5.º    |
| 2016 | 86,164  | 3.4 | 19/675  | Decrecimiento | 9.º    |

## Líderes
- Karel Schwarzenberg (2009-2015)
- Miroslav Kalousek (2015-2017)
- Jiří Pospíšil (desde 2017)